# フレシチャーティク

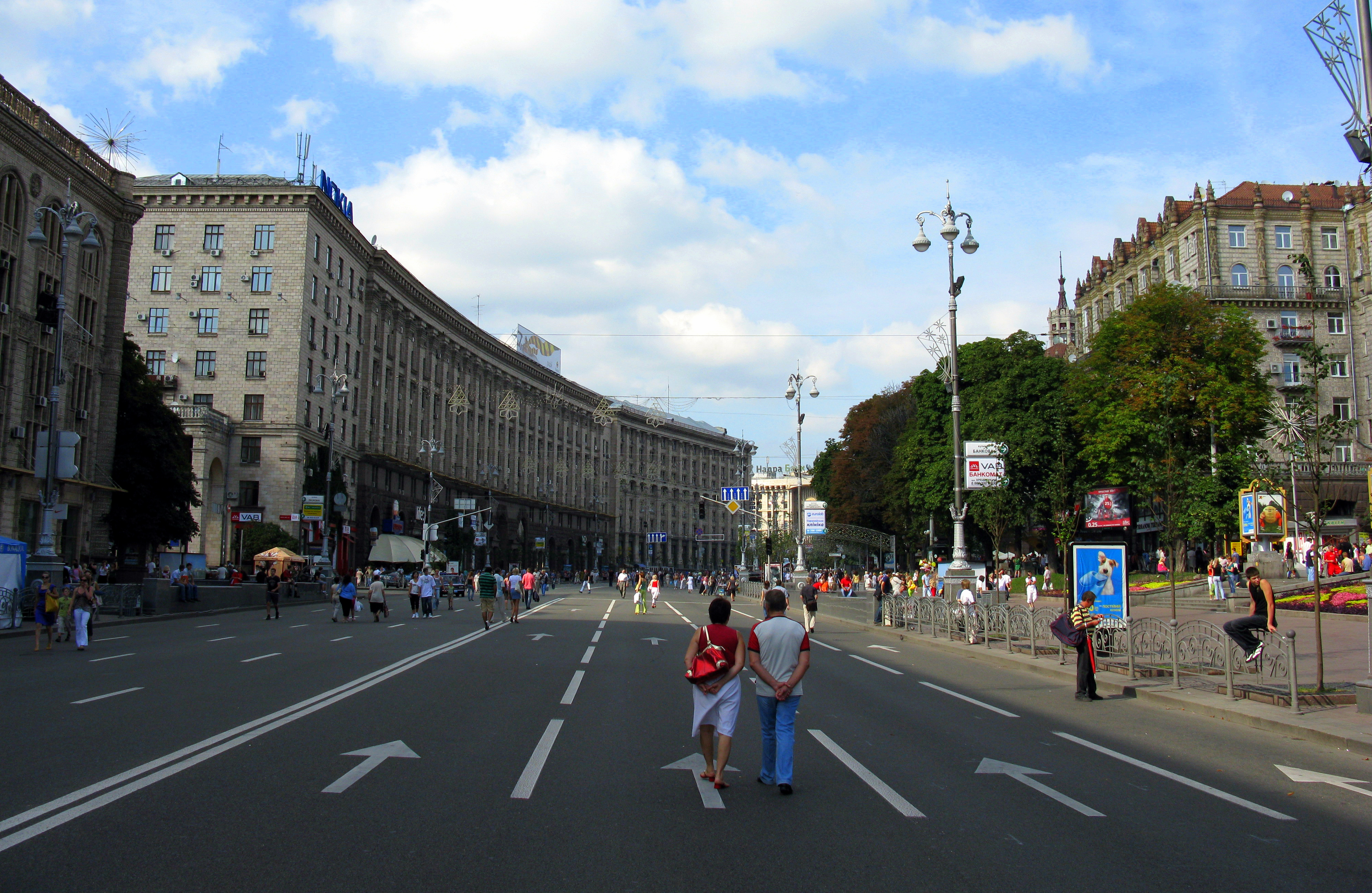
休日にはフレシチャーティク通りが歩行者の楽園となっている

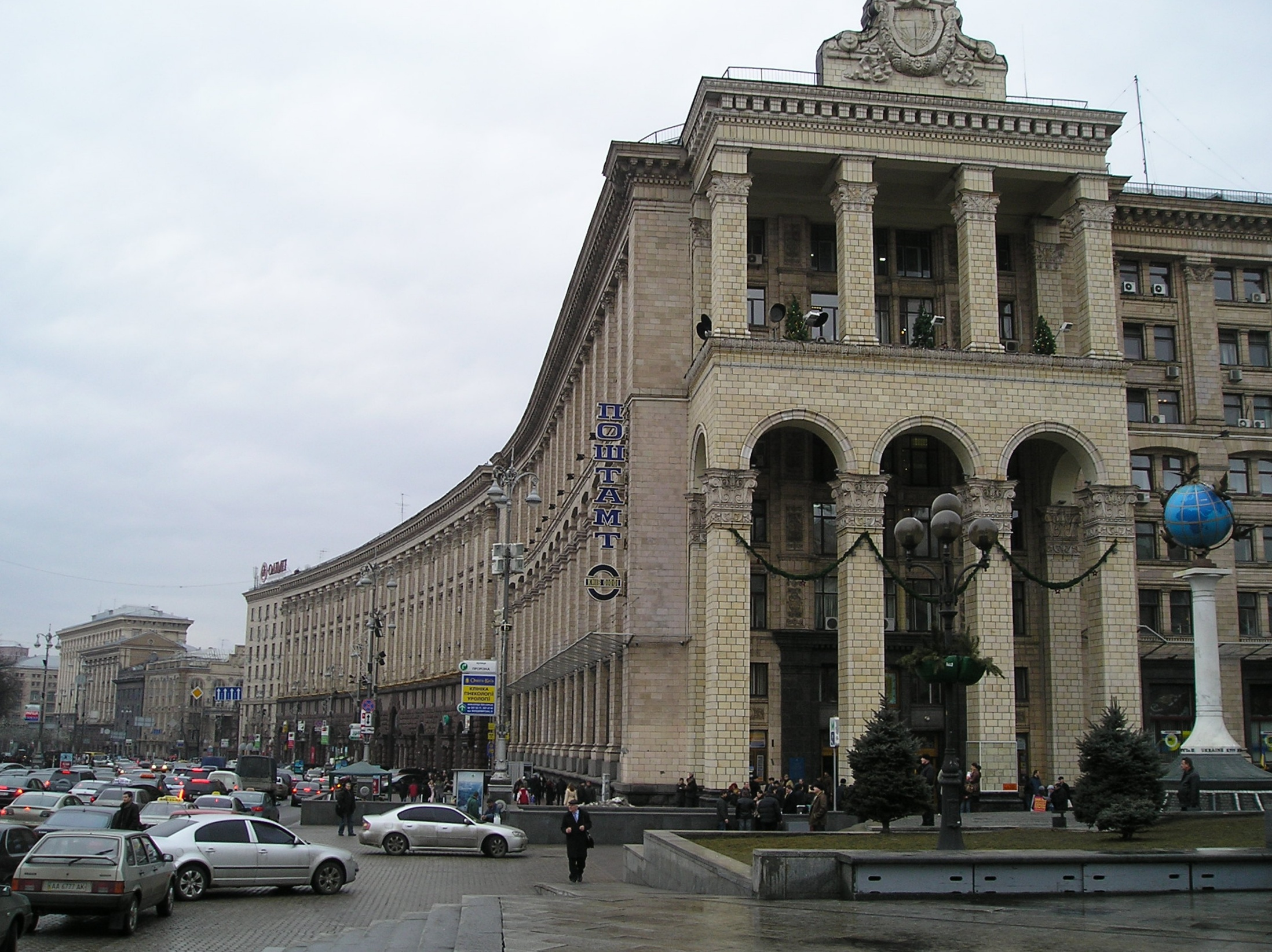
ウクライナ中央郵便局(ウクルポシュタ01001)

フレシチャーティク（ウクライナ語：Хрещатик；意訳：「十字路の道」英語: Khreschatyk Street）は、ウクライナの首都キーウにある大通りである。キーウの中心地、ペチェールシク区とシェウチェーンコ区の境目に位置しており、近代以降、都市のメインストリートの役割を果たしている。長さはおよそ1.2キロメートルであり、北東のベサラビア広場から独立広場を経て、南西のヨーロッパ広場まで広がっている。キーウ市立議会、キーウ市国立官庁、ウクライナ中央郵便局(ウクルポシュタ01001)、農政省、国立放送委員会、キーウ中央百貨店、ベサラビア広場、キーウ地下鉄のフレシチャーティク駅と独立広場駅などが沿道に位置している。
キエフ大公国の時代には、一帯に森林が生い茂っており、キエフ大公たちが遊猟を行ったことから、「ペレヴィースィシュチェ」（意訳：「曳き網」）と呼ばれた。17世紀に森林が伐採され、多数の谷が交差する「十字路の谷」（フレシャータ・ドリーナ）と名づけられた。18世紀にその地名は「十字路の道」（フレシュチャーティク）と呼ばれるようになった。1797年に古キエフ、ポジールとペチェールシクという3つの地区を結ぶ正式な道路として設置された。19世紀前半にキーウの繁華街となった。1876年にロシア帝国のキエフ市立議会、1882年に商人議会（現在はウクライナ国立フィルハーモニック協会）、1886年にキエフ為替相場、1901年にキーウ初の高層ビルとなったギンズブルグ館などが建設された。1895年にキエフ市電、1913年にバスが走るようになった。1918年から1920年にかけてウクライナ・ソビエト戦争によって部分的に被害を受けたが、その後に修復された。1923年にソビエト政権によって共産系外交官ヴャツラフ・ヴォローウスキーに因んで「ヴォローウスキー通り」に改名された。1941年に、第二次世界大戦の時にキーウがドイツ軍に占領されると、ドイツの大将ヘルマン・フォン・アイヒホルンに因んで「アイヒホルン通り」と改名された。1941年から1942年にかけてソ連の秘密警察が行ったテロ作戦によってほとんどが焼失した。1943年にキーウがソ連軍に占領されると「フレシチャーティク」という呼称に戻され、1944年から1955年にかけてスターリン様式で再建された。1960年に地下鉄のフレシュチャーティク駅が開業した。ウクライナ独立後、2004年のオレンジ革命の中心地となった。

## リンク
- ウィキメディア・コモンズには、フレシチャーティクに関するカテゴリがあります。
- （ウクライナ語） 「フレシチャーティク」『キエフ大辞典』

座標: 北緯50度26分50.32秒 東経30度31分19.1秒 / 北緯50.4473111度 東経30.521972度